# ألفرد تشيرش لين
ألفرد تشيرش لين (بالإنجليزية: Alfred Church Lane) (و. 1863 – 1948 م) هو جيولوجي، ومدرس أمريكي، ولد في بوسطن، كان عضوًا في الأكاديمية الأمريكية للفنون والعلوم، توفي عن عمر يناهز 85 عاماً.

## مناصب
تولى منصب رئيس الجمعية الجيولوجية الأمريكية ‏ (1931–1932)
.

## التعليم
تعلم في جامعة هارفارد، وتعلم في جامعة هايدلبرغ
.